# Illa Spike
L'illa Spike (en gaèlic irlandès Inis Píc) és una illa de 103 acres situada al port de Cork, al comtat de Cork, a la província de Munster. Originàriament era un assentament monàstic, però per la seva situació estratègica a l'entrada del port sovint ha estat usada com a defensa i com a presó. L'illa és dominada per una traça italiana, que s'ha mantingut pel seu interès històric i és una atracció turística.

## Història
L'illa era el lloc d'un assentament monàstic al segle vii, i durant un temps fou usada pels contrabandistes.
La seva ubicació a l'entrada al Port de Cork significa que l'illa va gaudir d'importància estratègica, i era un lloc important durant la intervenció francesa després de la Revolució Gloriosa. L'illa va ser comprada pel govern britànic en 1779 i s'hi va construir Fort Westmoreland segons els dissenys de Charles Vallancey. La fortificació fou construïda per l'enginyer reial Charles Holloway i rebé el seu nom per John Fane, 10è comte de Westmorland, aleshores Lord Tinent d'Irlanda, i construït amb canons fortificats davant la bocana del port.

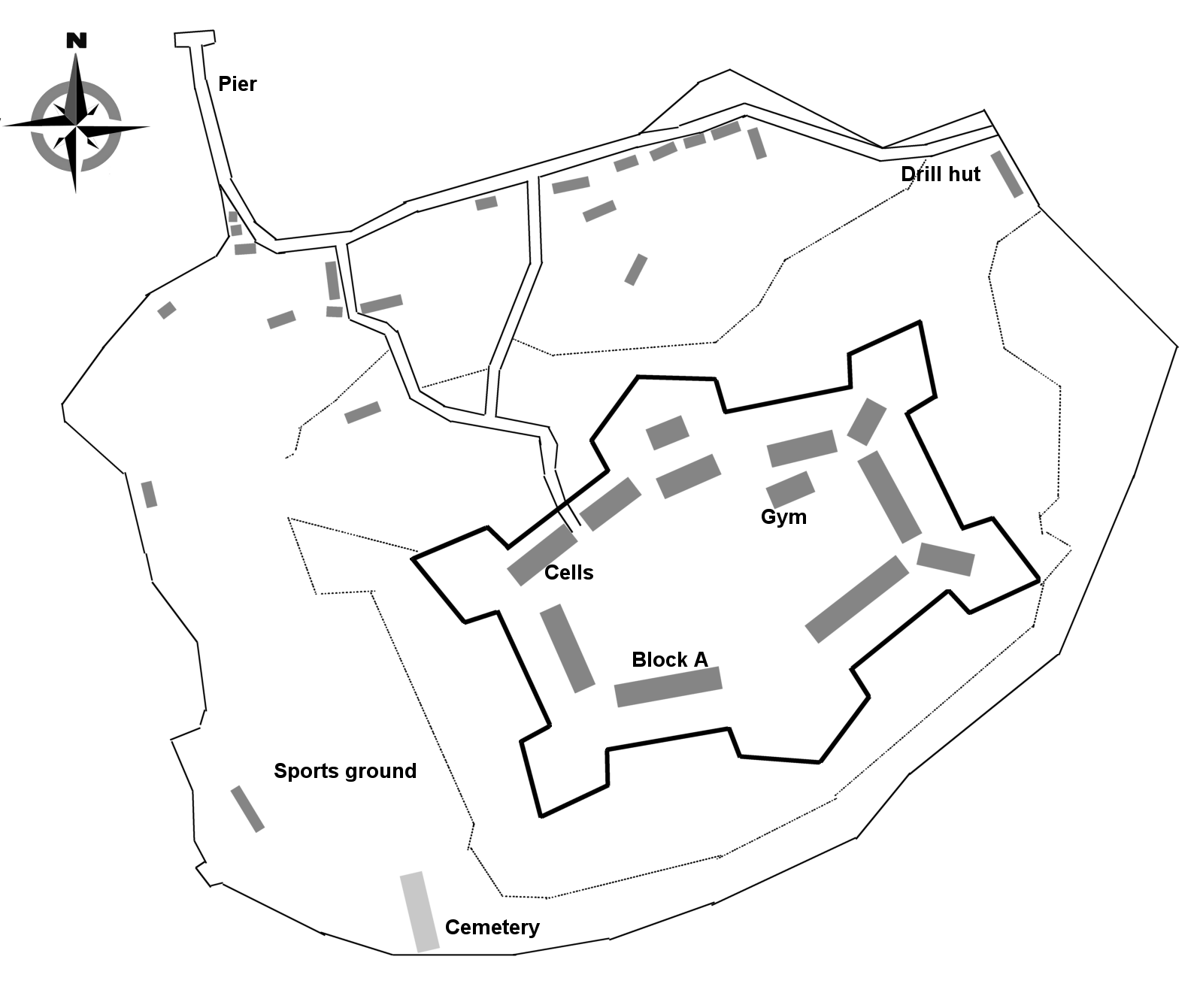
Plànol de l'illa Spike

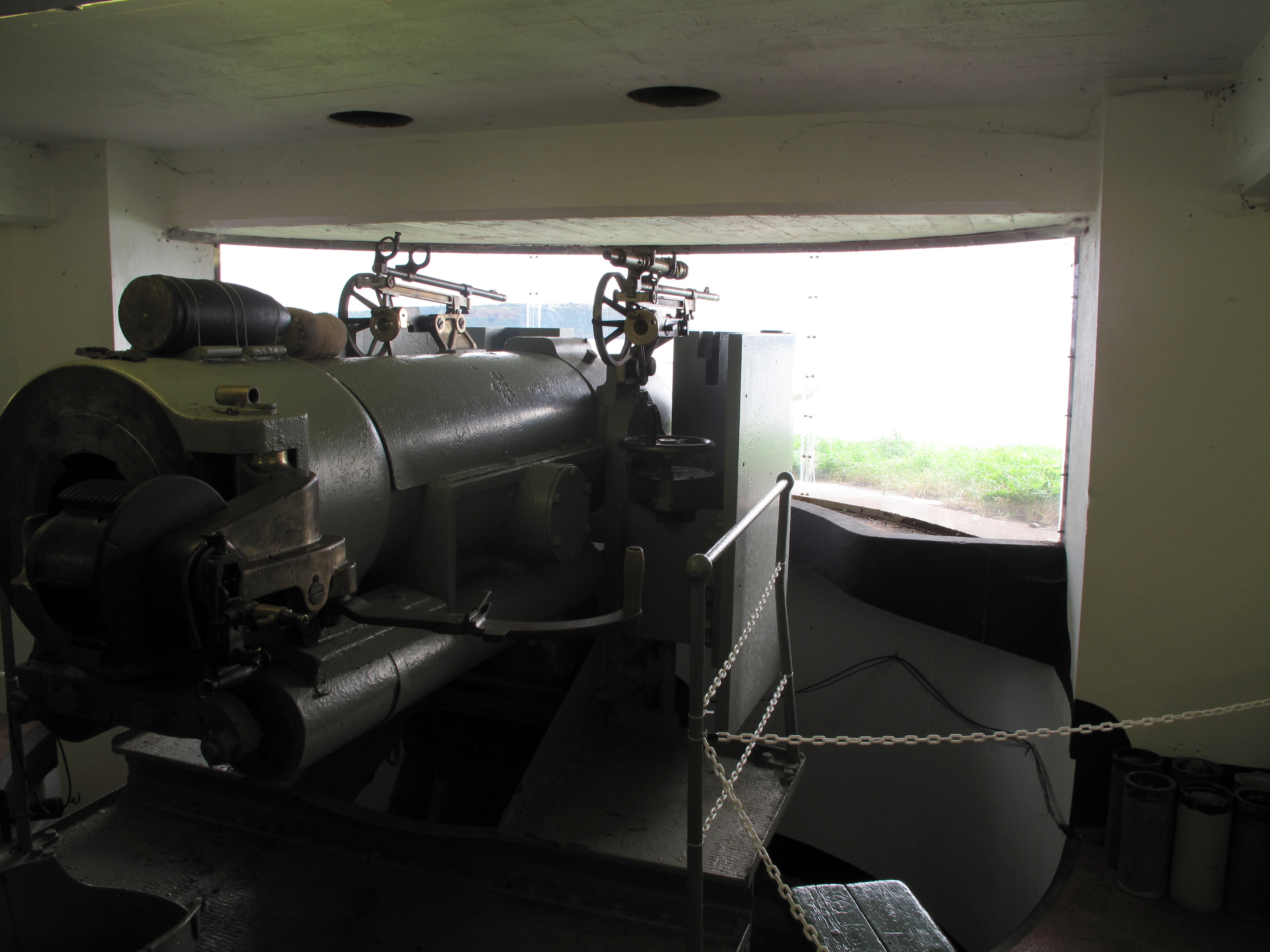
Canó de sis polzades a la casamata del fort

Més tard va ser utilitzada com a presó i dipòsit de convictes abans de la deportació penal. Es va guanyar la reputació de ser l'"Alcatraz" d'Irlanda. També fou usada tant com a guarnició com a presó durant la Guerra Angloirlandesa, i molts presoners de l'IRA hi foren confinats. Entre els presos més famosos estigué Richard Barrett qui es va escapolir durant la treva de 1921.
Després del Tractat Angloirlandès, l'illa va romandre com un dels anomenats Ports del Tractat, i va ser lliurat a l'Estat Lliure d'Irlanda en 1938. Després de la seva entrega a l'Estat irlandès, les instal·lacions de l'illa van ser reanomenats Fort Mitchel (per John Mitchel, periodista i polític nacionalista que va estar un temps confinat a l'illa).
L'illa va romandre durant un temps com a presó i base militar primer de l'Exèrcit Irlandès, del FCÁ i finalment de l'armada. A finals del segle XX fou usat com a centre correccional de menors. L'1 de setembre de 1985 els confinats es van amotinar i aleshores un comitè del Dáil Éireann va informar que "civils, funcionaris de presons i Gardai de l'illa eren presoners virtuals dels criminals". Durant els aldarulls van calar foc a un dels blocs, el Bloc A, que és conegut com a Burnt Block. El correccional fou clausurat en 2004.
L'illa també té una petita població civil, que és atesa per una petita escola, l'església i el servei de ferri a Cobh.

## Desenvolupament turístic
Al maig de 2006 el llavors ministre de Justícia i Igualtat Michael McDowell va anunciar els seus plans de construir una nova presó a l'illa. No obstant això, el gener de 2007, es va decidir explorar un lloc alternatiu per a la nova presó, i es va crear un grup de treball local per a reobrir el punt com un lloc turístic històric. El 2009 es va anunciar que la propietat de l'illa seria transferida (gratuïtament) al Consell del Comtat de Cork per activar el seu desenvolupament com a indret turístic. El Consell va formar un grup directiu per explorar la forma en què Spike Island podria ser desenvolupada com una centre turístic, i finalment el Consell autoritzà operadors per a visites guiades a l'illa.
La visita guiada ara surt de Cobh durant l'estiu, i passa per la fortificació, les cel·les i els canons.